# Красная жара (температурный режим)
Красная жара (красный уровень температурной опасности) — высший уровень опасного для здоровья повышения температуры воздуха в европейской части Российской Федерации. Объявляется, если среднесуточная температура превышает +28°С и удерживается выше этого уровня не менее 5 дней.

## История
После аномальной жары в Москве летом 2010 уровни опасности для здоровья населения от тепловых ударов и иных осложнений были пересмотрены и уточнены. Введены три уровня термической опасности:
1. жёлтый (настораживающий)
2. оранжевый (средний)
3. красный (опасный)

В зависимости от объявлено уровня власти в населённых пунктах следуют предписанным для уровня указаниям и рекомендациям